# Halvor Møgster
Halvor Olai Larsen Møgster (ur. 21 grudnia 1875 w Austevoll, zm. 22 lutego 1950 tamże) – norweski żeglarz, olimpijczyk, zdobywca złotego medalu w regatach na Letnich Igrzyskach Olimpijskich w 1920 roku w Antwerpii.
Na Letnich Igrzyskach Olimpijskich 1920 zdobył złoto w żeglarskiej klasie 12 metrów (formuła 1907). Załogę jachtu Atlanta tworzyli również Henrik Østervold, Jan Østervold, Ole Østervold, Kristian Østervold, Hans Næss, Halvor Birkeland, Rasmus Birkeland i Lauritz Christiansen.